# 요시다군

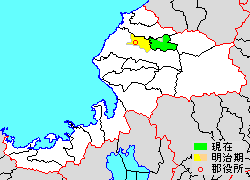
요시다 군의 위치

요시다군(일본어: 吉田郡, よしだぐん)은 일본 후쿠이현 북중부의 군이다.
인구 18,200명, 면적 94.43km², 인구밀도 193명/km².(2025년 3월 1일, 추계인구)
한 개의 정으로 이루어져 있다.
- 에이헤이지정(永平寺町)

## 군역
1878년 행정 구역으로 발족 당시의 군역은 아래의 구역에 해당한다.
- 후쿠이시의 일부
- 사카이시의 일부
- 에이헤이지정의 대부분

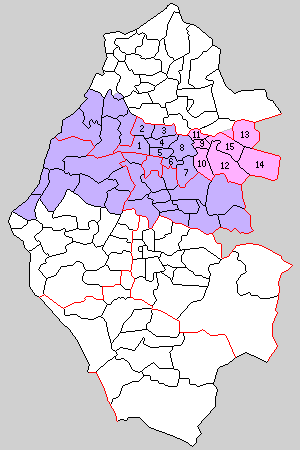
1.니시후지시마촌 2.가와이촌 3.모리타촌 4.나카후지시마촌 5.마루야마니시촌 6.마루야마히가시촌 7.오카보촌 8.히가시후지시마촌 9.마쓰오카촌 10.요시노촌 11.고료가시마촌 12.시히다니촌 13.조호지촌 14.가미시히촌 15.시모시히촌 (보라:후쿠이시 분홍:에이헤이지정)

- 1889년 4월 1일 - 정촌제 시행으로, 以下の町村이 발족.る.(15촌)
  - 니시후지시마촌(西藤島村): 현 후쿠이시
  - 가와이촌(河合村): 현 후쿠이시
  - 모리타촌(森田村): 현 후쿠이시
  - 나카후지시마촌(中藤島村): 현 후쿠이시
  - 마루야마니시촌(円山西村): 현 후쿠이시
  - 마루야마히가시촌(円山東村): 현 후쿠이시
  - 오카보촌(岡保村): 현 후쿠이시
  - 히가시후지시마촌(東藤島村: 현 후쿠이시
  - 마쓰오카촌(松岡村): 현 에이헤이지정
  - 요시노촌(吉野村): 현 에이헤이지정
  - 고료가시마촌(五領ヶ島村): 현 에이헤이지정
  - 시히다니촌(志比谷村): 현 에이헤이지정
  - 조호지촌(浄法寺村): 현 에이헤이지정
  - 가미시히촌(上志比村): 현 에이헤이지정
  - 시모시히촌(下志比村): 현 에이헤이지정
- 1906년 - 오카보촌의 일부가 아스와군 사코촌에 편입됨.
- 1930년 2월 11일 - 마쓰오카촌이 정제 시행으로 마쓰오카정(松岡町)이 됨.(1정 14촌)
- 1935년 4월 3일 - 모리타촌이 정제 시행으로 모리타정(森田町)이 됨.(2정 13촌)
- 1941년 4월 1일 - 마루야마히가시촌이 후쿠이시에 편입.(2정 12촌)
- 1942년 5월 5일 - 마루야마니시촌이 후쿠이시에 편입.(2정 11촌)
- 1948년 6월 1일 - 니시후지시마촌의 일부가 후쿠이시에 편입.
- 1951년 3월 30일 - 니시후지시마촌이 후쿠이시에 편입.(2정 10촌)
- 1954년 3월 31일 - 시히다니촌·시모시히촌·조호지촌이 합병하여, 시히촌(志比村)이 발족.(2정 8촌)
- 1955년)
  - 3월 19일 - 나카후지시마촌이 후쿠이시에 편입.(2정 7촌)
  - 3월 31일 - 마쓰오카정·요시노촌·고료가시마촌이 합병하여, 새로이 마쓰오카정이 발족.(2정 5촌)
  - 4월 30일 - 시히촌의 일부가 마쓰오카정에 편입.
- 1956년 9월 30일 - 히가시후지시마촌·오카보촌이 합병하여, 후지오카촌(藤岡村)이 발족.(2정 4촌)
- 1957년 5월 1일 - 가와이촌이 후쿠이시에 편입.(2정 3촌)
- 1960년 4월 1일 - 시히촌이 사카이군 마루오카정의 일부를 편입.
- 1961년 10월 1일 - 후지오카촌이 후쿠이시에 편입.(2정 2촌)
- 1962년 9월 1일 - 시히촌이 정제 시행과 개칭으로 에이헤이지정(永平寺町)이 됨.(3정 1촌)
- 1967년 7월 30일 - 모리타정이 후쿠이시에 편입.(2정 1촌)
- 2006년 2월 13일 - 마쓰오카정·에이헤이지정·가미시히촌이 합병하여, 새로이 에이헤이지정이 발족.(1정)